# Boleophthalmus
Boleophthalmus és un gènere de peixos de la família dels gòbids i de l'ordre dels perciformes.

## Taxonomia
- Boleophthalmus birdsongi (Murdy, 1989)[2]
- Boleophthalmus boddarti (Pallas, 1770)[3]
- Boleophthalmus caeruleomaculatus (McCulloch & Waite, 1918)[4]
- Boleophthalmus dussumieri (Valenciennes, 1837)[5]
- Boleophthalmus pectinirostris (Linnaeus, 1758)[6]
- Boleophthalmus sculptus (Günther, 1861)[7][8][9][10][11][12][13]